# Calamagrostis niitakayamensis
Calamagrostis niitakayamensis là một loài thực vật có hoa trong họ Hòa thảo. Loài này được Honda mô tả khoa học đầu tiên năm 1926.